# Óscar Alvarado
Óscar Miguel Alvarado Rodríguez (Santa Brígida, 6 giugno 1991) è un cestista spagnolo.